# Christian Gulmann
Christian Michael Gulmann (2. marts 1869 i Maribo – 17. marts 1934 i København) var en dansk journalist og chefredaktør for Berlingske Tidende 1913-1934.
Han var søn af sagfører og bankdirektør Christian Gulmann og hustru Jakobine f. Sidenius, blev student fra Nykøbing Katedralskole 1887 og tog filosofikum 1888. Han var redaktør af Vort Land 1898-1900, af Illustreret Tidende 1900-03, af Gads danske Magasin 1906-13 og af Julealbum 1904-12. Han var medarbejder ved Nationaltidende 1908-12 og blev i 1913 chefredaktør for Berlingske Tidende, hvor han havde været ansat 1903-08 og sammen med Svenn Poulsen stod for en gennemgribende fornyelse af avisen.
For at imødegå det konkurrerende dagblad Politiken, der med Henrik Cavling ved roret i 1905 havde indført kroniken som element i avisen, blev kronikken også en del af Berlingeren. Efter sædvane anbragte Gulmann større og mere betydningsfulde artikler i "Feuilletonen", der en tid kaldtes "I Tidens Tegn" og senere igen "Herhjemme og Derudefra".
Gulmann havde været Berlingske Tidendes første rejsende reporter. Han var en dannet litterat, der havde skrevet litterære essays. Gulmann ønskede at skabe et stort dagblad, der kom ud i de videst mulige cirkler, og når der var nogle synspunkter og emner, han ønskede drøftet nærmere, sagde han til sekretæren: "Hent mig mine filosoffer". Gulmann efterlod sig en betydelig bogsamling.

## Parløb
Christian Gulmann, den reflekterende litterat, fik medarbejderne til at yde deres bedste, og Svenn Poulsen, den udfarende kraft, bragte i Berlingske Tidende ind i den moderne tid producerede en moderne avis med nyhedsstoffet som det centrale parameter.
Gulmann og Poulsen begyndte fornyelsen med at give deres læsere og den danske bladverden et decideret chok: 1. februar 1913 udsendte de avisen uden annoncer på forsiden, hvilket fik folk til at mene, at avisen var på vej i graven. Men bladet ikke bare overlevede, men opnåede i tiden efter stor fremgang, og ved Gulmanns død i 1934 havde oplaget passeret de 100.000.
Han afslog flere gange et tilbud om at blive direktør for Det Kongelige Teater. Derudover var han engageret i den sønderjyske sag efter genforeningen og sikrede bl.a. at Dybbølskanserne kom i den danske stats eje. Han var således medlem af Den sønderjydske Fonds bestyrelse og direktion
Gulmann blev Ridder af Dannebrog 1920 og Dannebrogsmand 1924, var medlem af Journalistforeningens bestyrelse, i det rådgivende udvalg for Foreningen til Hovedstadens Forskønnelse, medlem af Pressens Telegramudvalg, komiteen for et nyt Nationalmuseum og næstformand i komiteen for Nationalfonden af 1918. Han var forfatter bl.a. til Skiftende Horisonter (1909) og Det brogede Europa (1927).
Han var gift med Gustava født Nyholm, f. 28. april i København, datter af justitiarius i Højesteret og medlem af Folketinget C.C.V. Nyholm og hustru. I 1908 lod han bygge en villa på Vestagervej 7 i Ryvangen ved arkitekt Carl Brummer. Gulmann er begravet på Hellerup Kirkegård.
Gengivelser: Buste af Hans Gyde Petersen 1900 i privateje. Farvelagt portrættegning 1919 af Gerda Ploug Sarp hos Berlingske Tidende.